# Osterheide
Osterheide is een gemeentevrij gebied in de Duitse deelstaat Nedersaksen. Osterheide maakt deel uit van het Landkreis Heidekreis. Osterheide telt 2.463 inwoners.  De oppervlakte van het gebied is 17.799 hectare. Het gemeentenummer ( de Amtliche Gemeindeschlüssel) luidt 03 3 58 501.
In het gebied ligt het grootste deel van het NAVO-oefenterrein Bergen-Hohne, een van de grootste oefenterreinen van Europa.  Osterheide en het naburige gemeentevrije gebied Lohheide in de Landkreis Celle verzorgen gezamenlijk een aantal taken voor het oefenterrein, die anders door gemeenten worden uitgevoerd.
In het noordwesten van het gebied, tegen Bad Fallingbostel aan,  ligt ook een klein, oud boerendorp, Oerbke, met iets minder dan 500 inwoners, waar nog een aantal voor de streek kenmerkende, 18e- en 19e-eeuwse vakwerkboerderijen staan. In Oerbke was tijdens de Tweede Wereldoorlog een berucht krijgsgevangenenkamp, Stalag XI B,  voor vooral Russische krijgsgevangenen. Door de onmenselijke behandeling en omstandigheden stierven vele duizenden in dit kamp, vooral in 1944 en 1945.
Sinds september 2015 is in dit gebied een opvangfaciliteit voor in Duitsland opgenomen vluchtelingen gevestigd.
Van een ander dorpje , Ostenholz, met iets minder dan 400 inwoners, is een barok kerkje met fraai interieur alsmede een aantal, nog bewoonde, huizen en boerderijen gespaard gebleven.
De hier nog wonende mensen kunnen, in overleg met de militaire autoriteiten, met hun auto of fiets op bepaalde uren (als er geen schietoefeningen zijn)  het gebied van het oefenterrein in- en uitrijden. Van nog een dorpje, Wense, staat vrijwel alleen de kapel en een kasteelachtig herenhuis nog overeind.

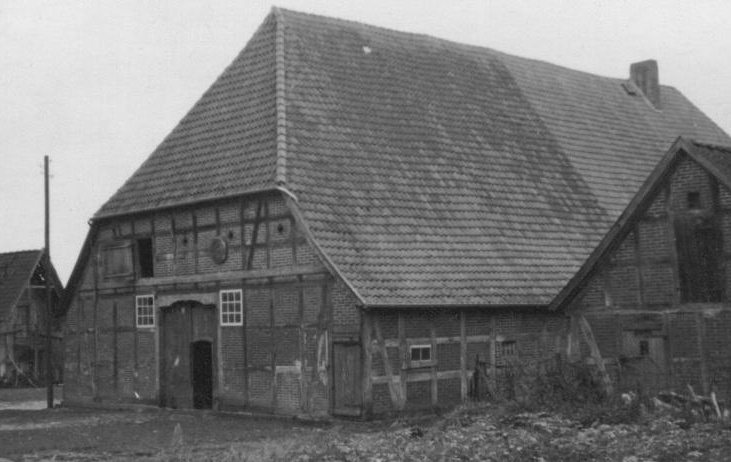
Oude boerderij in Oerbke
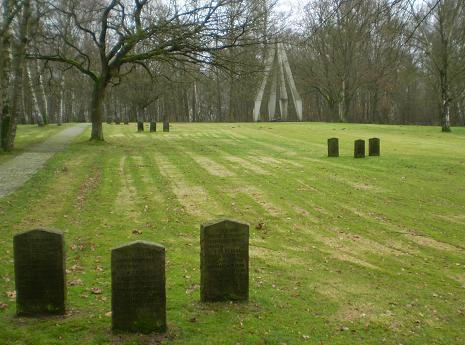
Kerkhof der Naamlozen (ter herinnering aan de ca. 30.000  vooral Russische krijgsgevangenen die hier omkwamen)
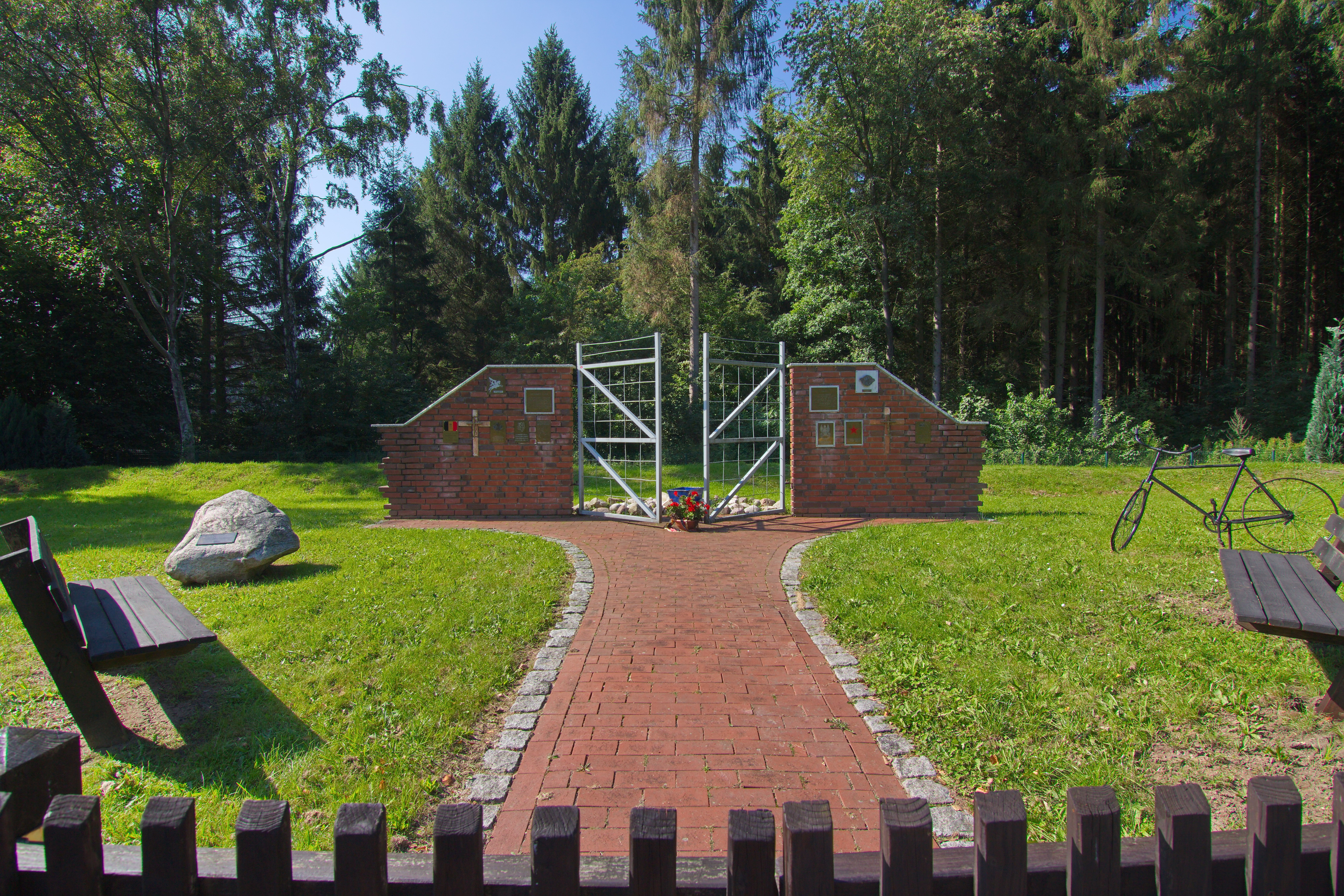
gedenkplek  „Tor zur Freiheit“, Poort naar de Vrijheid
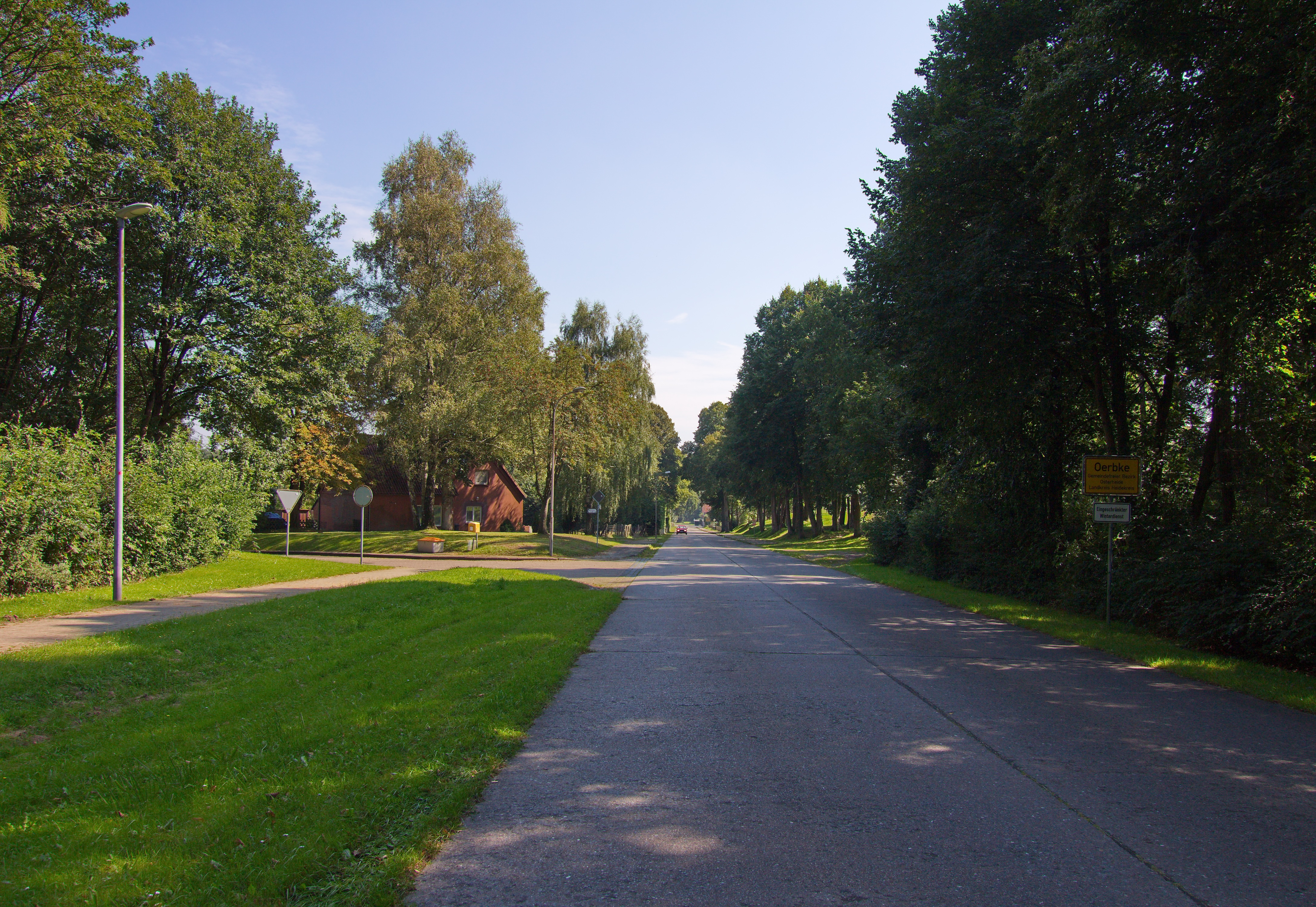
Oerbke
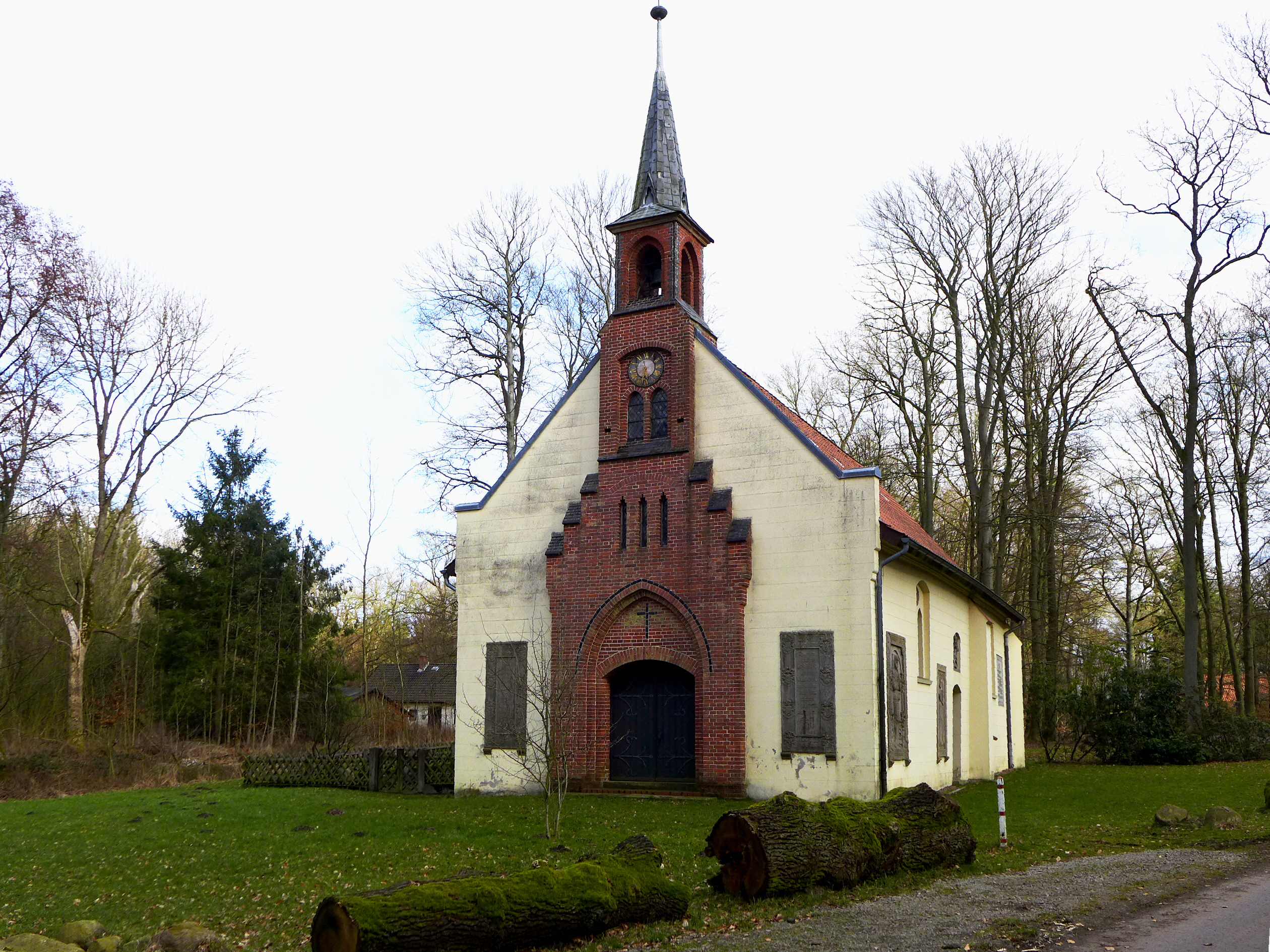
Wenser Kapel, bouwjaar 1672
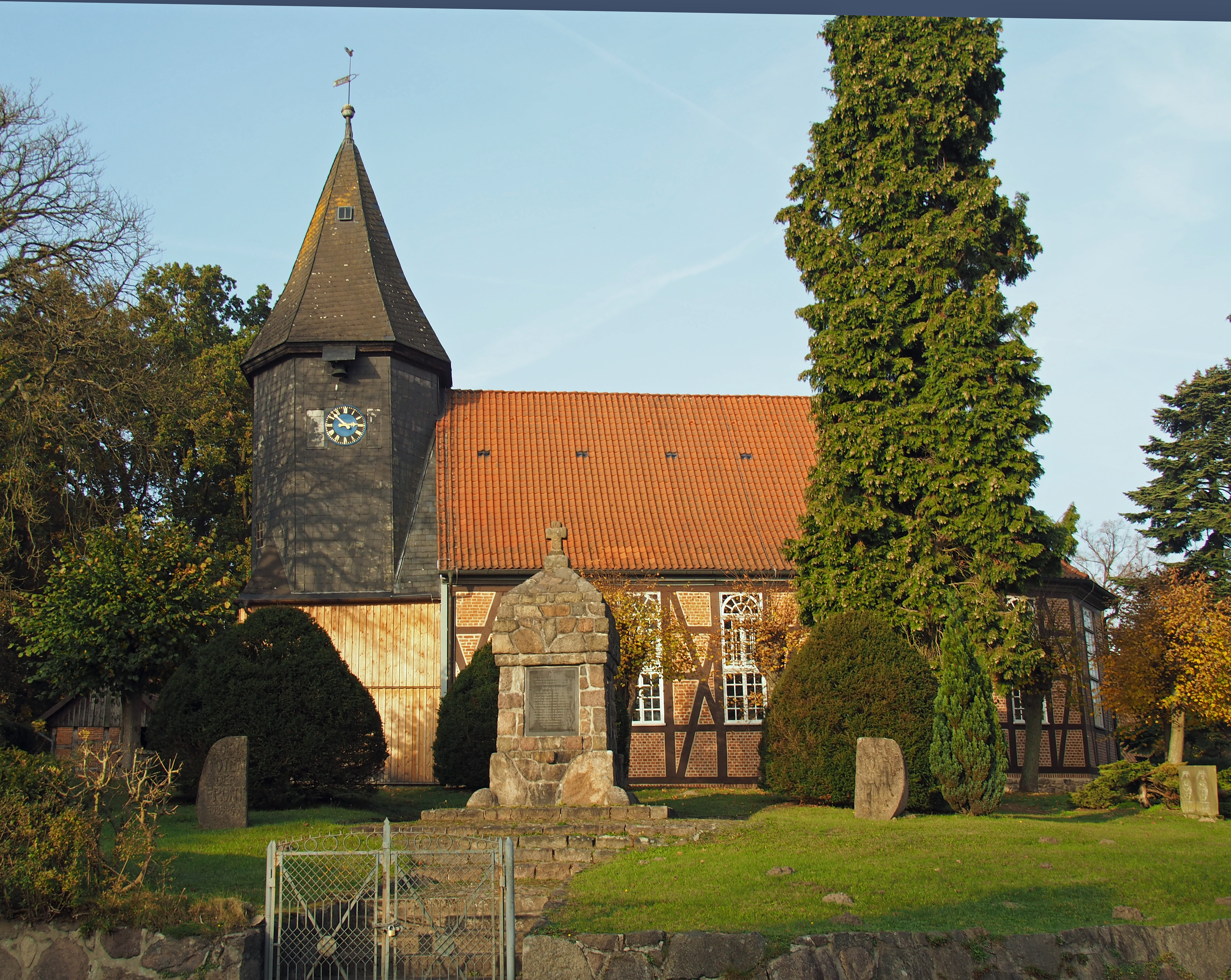
Kerkje in Ostenholz
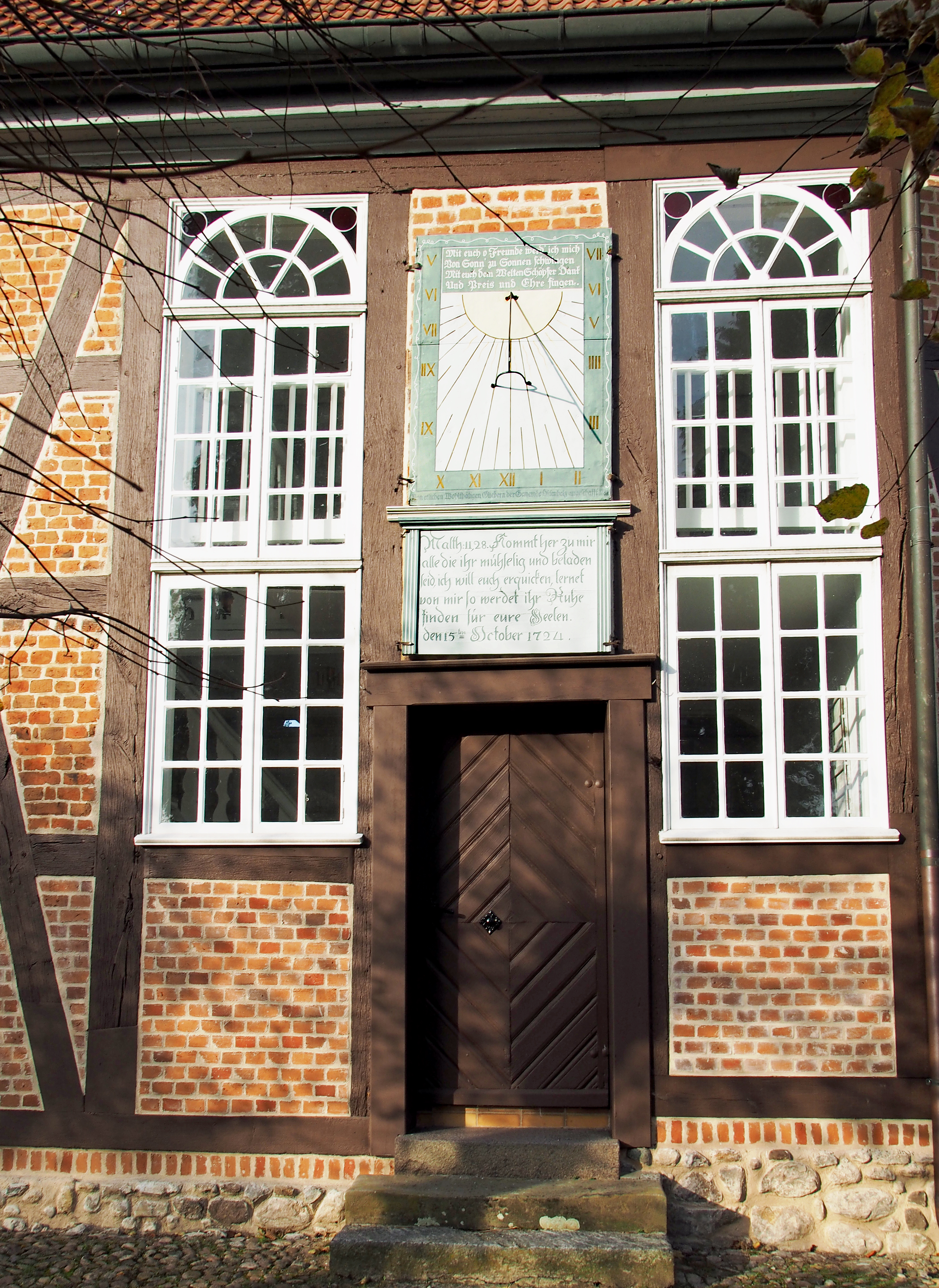
Zonnewijzer, 1781
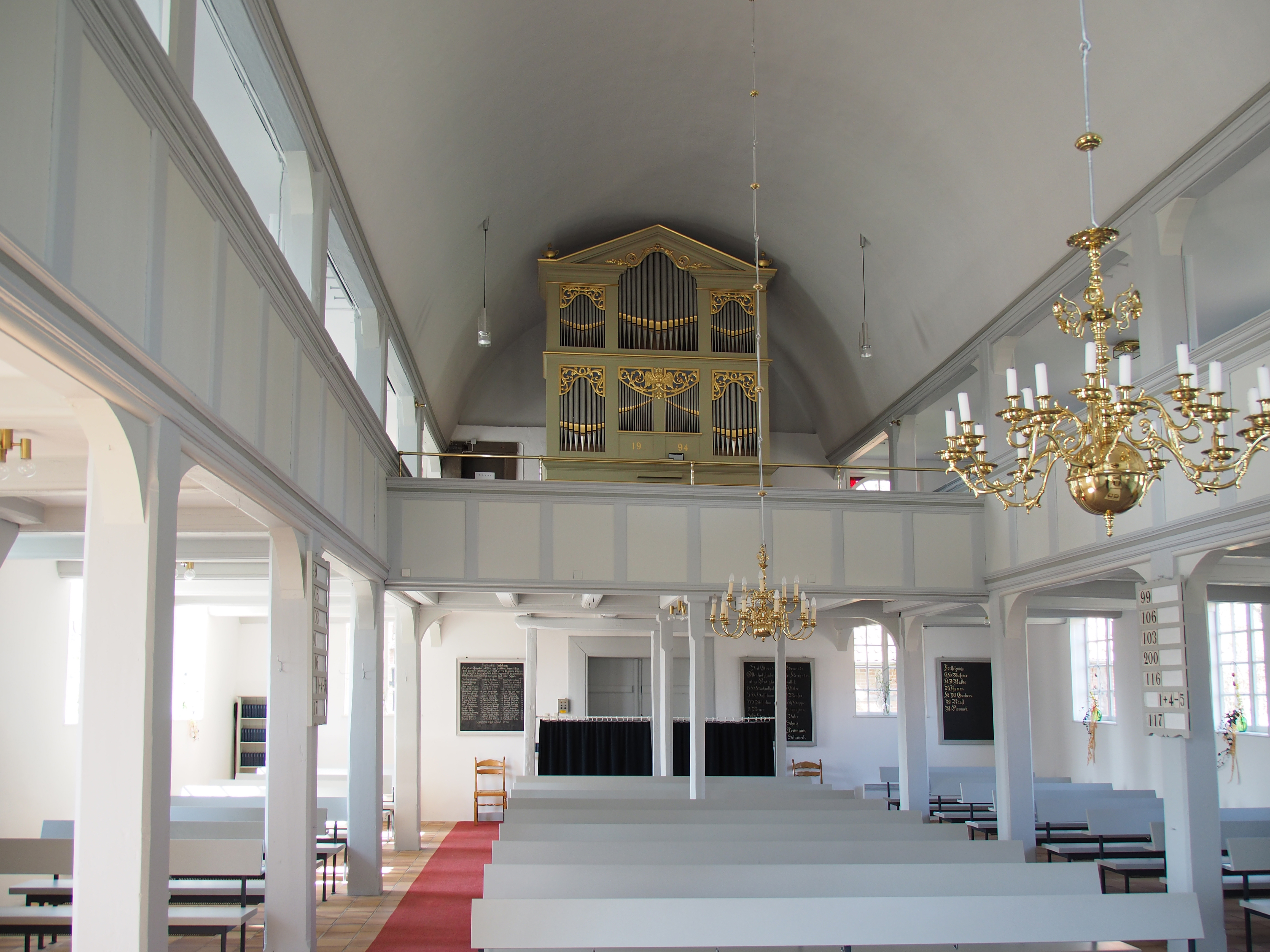
In het kerkje van Ostenholz (1)
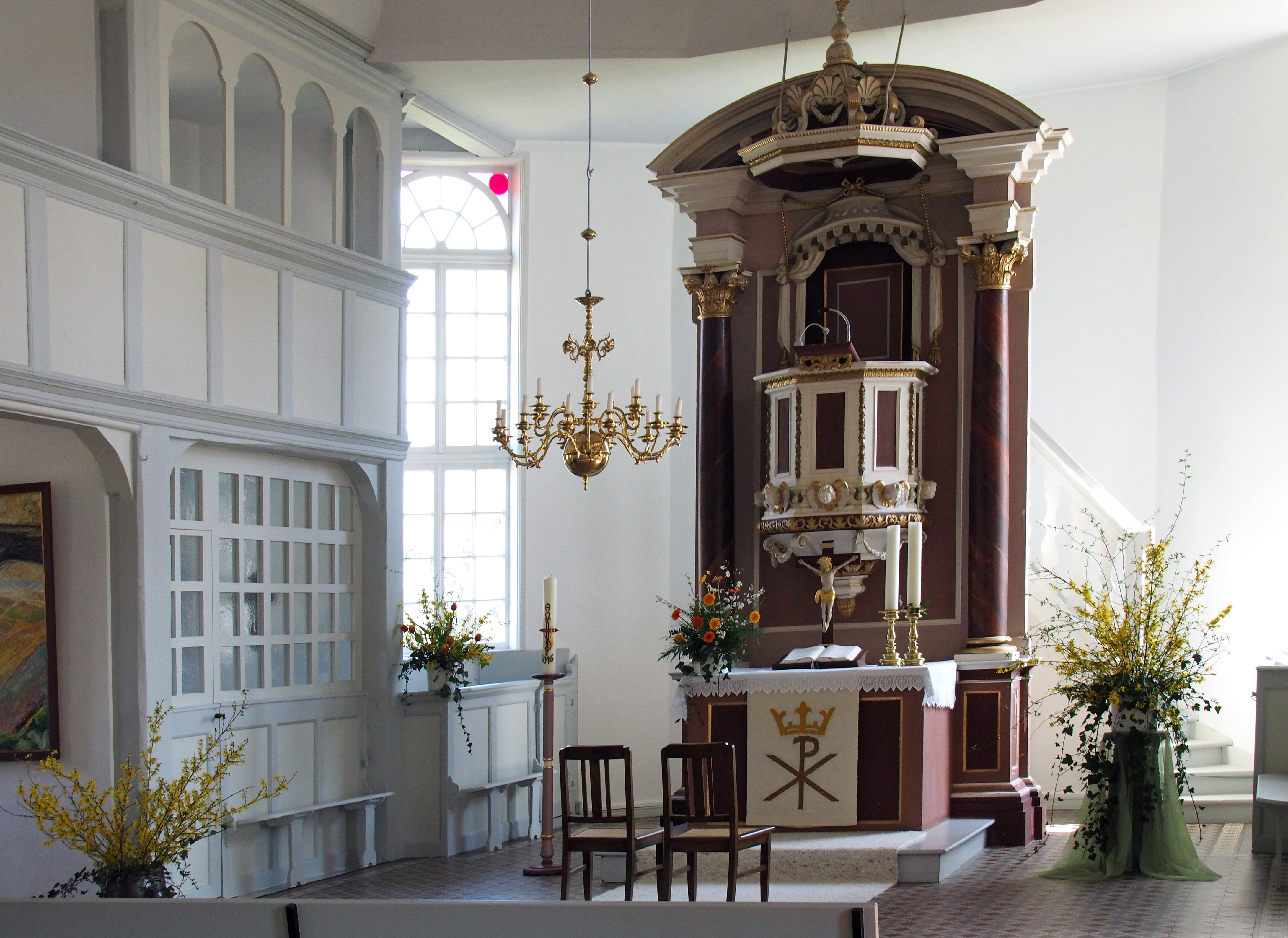
In het kerkje van Ostenholz (2)
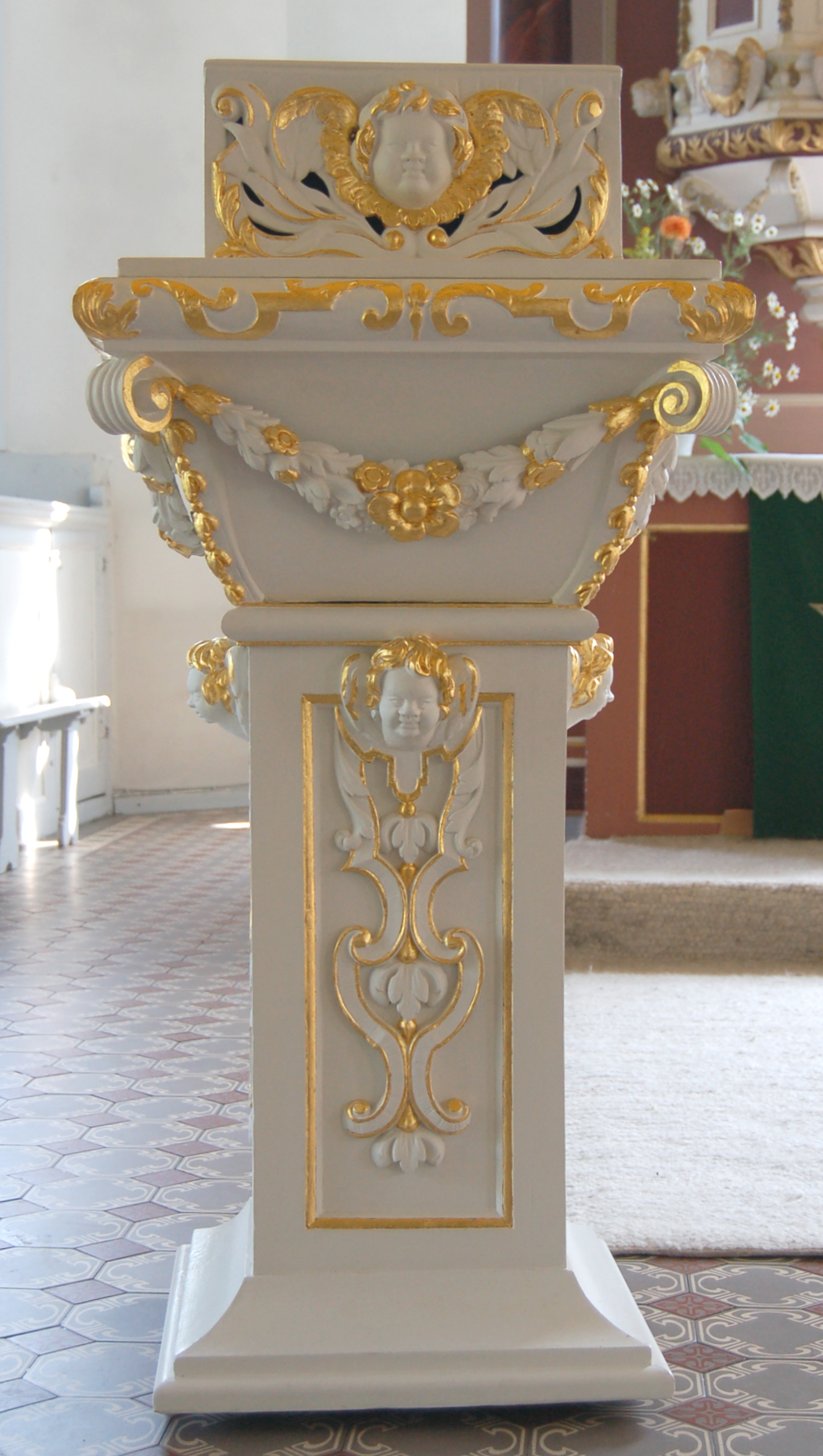
In het kerkje van Ostenholz (doopvont)
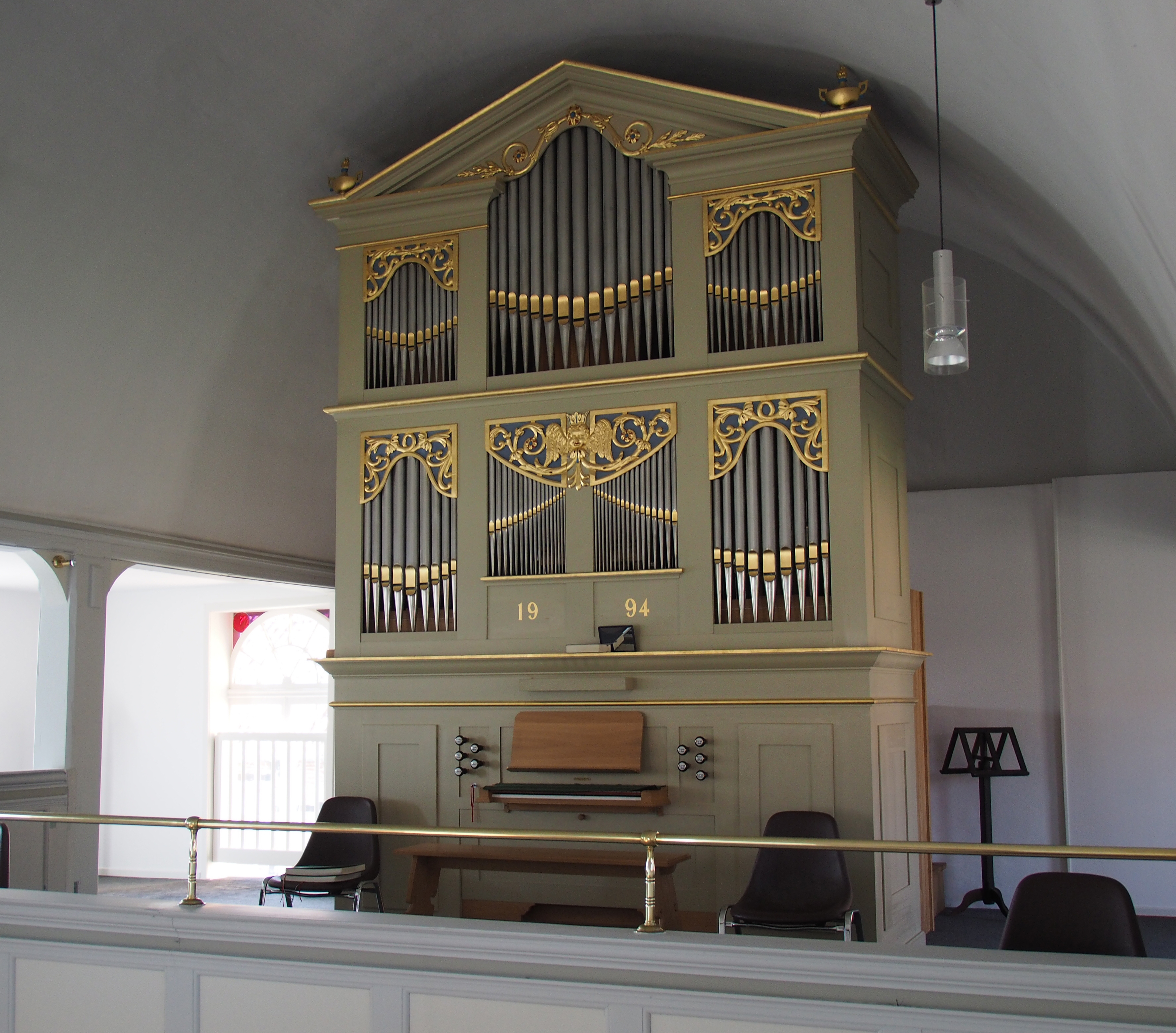
Orgel in het kerkje van Ostenholz
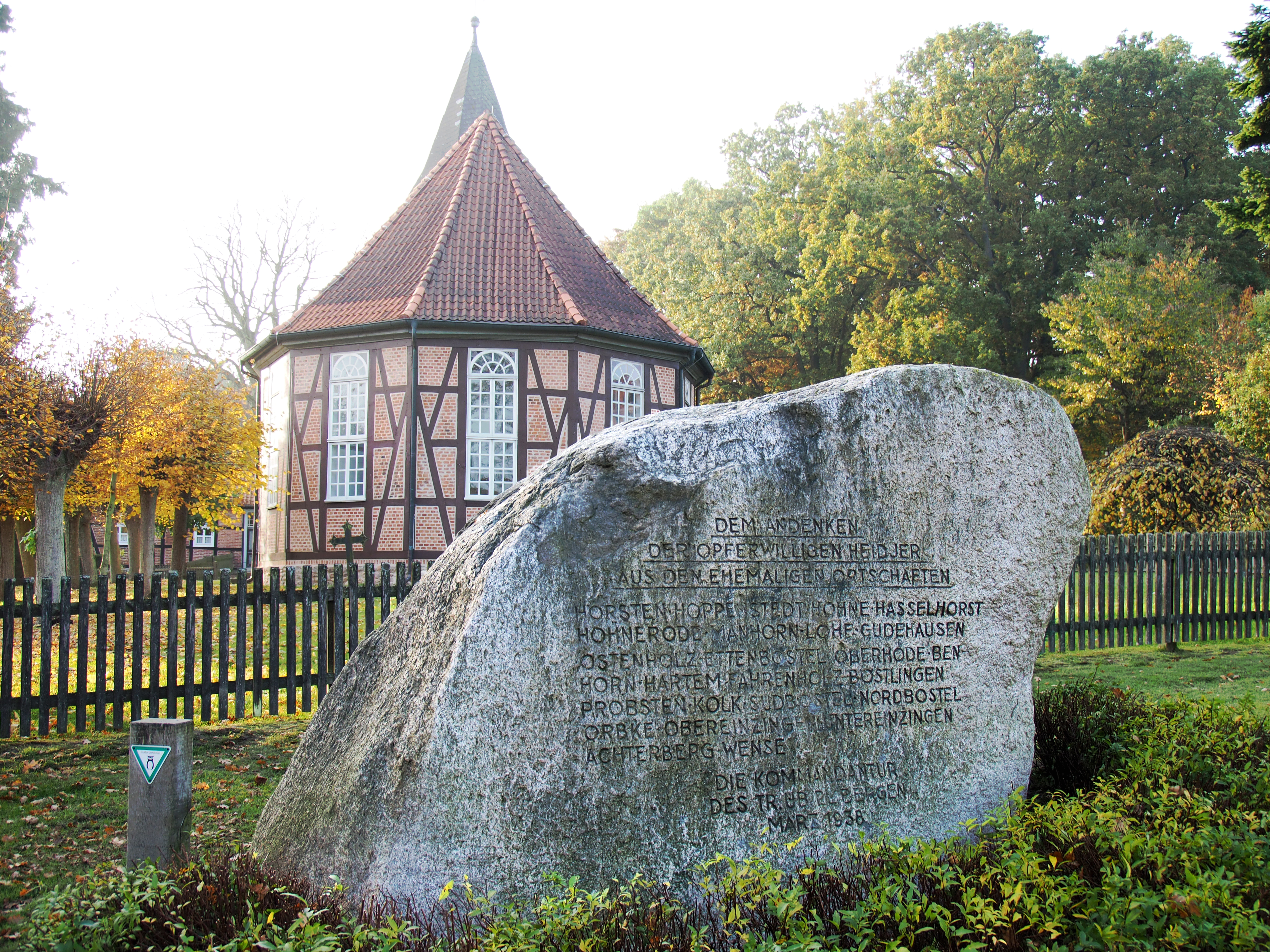
De megaliet „Hoher Stein“ voor de kerk te Ostenholz

Ahlden · 
Bad Fallingbostel · 
Bispingen · 
Böhme · 
Bomlitz · 
Buchholz · 
Eickeloh · 
Essel · 
Frankenfeld · 
Gilten · 
Grethem · 
Hademstorf · 
Häuslingen · 
Hodenhagen · 
Lindwedel · 
Munster · 
Neuenkirchen · 
Osterheide · 
Rethem (Aller) · 
Schneverdingen · 
Schwarmstedt · 
Soltau · 
Walsrode · 
Wietzendorf